# یواس‌ای‌اچ‌اس مریگولد
یواس‌ای‌اچ‌اس مریگولد (به انگلیسی: USAHS Marigold) یک کشتی بود. این کشتی در سال ۱۹۲۰ ساخته شد.